# 다치바나씨 (공가)
다치바나 씨(일본어: 橘氏)는 '橘'를 우지(氏), 혼세이(本姓)로 하는 씨족이다.
제30대 비다쓰 천황(敏達天皇)의 증손(혹은 고손)인 미누 왕(美努王)의 아내 아가타노 미누카이노 미치요(県犬養三千代)를 선조로 하는 황별씨족(皇別氏族)이며, 아스카 시대(飛鳥時代) 말기부터 다치바나노 스쿠네(橘宿禰, 후에 아손朝臣)라는 가바네(姓)를 수여받았다.
일본의 대표적인 가바네의 하나로서 겐지(源氏)·헤이시(平氏)·후지와라 우지(藤原氏)와 함께 '겐페이도시쓰(源平藤橘)', '사성(四姓)'이라는 통칭으로 불렸다.

## 개요
다치바나 씨의 실질적인 시조는 아스카 시대 말기의 여관(女官) 아가타노 미누카이노 미치요로, 덴무 천황(天武天皇) 때부터 묘부(命婦)로서 궁중을 섬겼으며 후궁의 실력자로서 몬무 천황(文武天皇)의 유모로 뽑히기도 했을 만큼 일본 왕실과 깊은 관계가 있었다. 그녀는 남편 미누 왕과의 사이에서 가쓰라기 왕(葛城王)과 사이 왕(佐爲王), 두 아들을 낳았는데, 694년에 미누 왕이 다자이노소치(大宰帥)로서 규슈(九州)로 부임해 간 뒤, 후지와라노 후히토(藤原不比等)의 부인이 되어 딸 고묘시(光明子)를 낳았다.
와도(和銅) 원년(708년) 11월 25일의 대상제(大嘗祭)를 맞아, 덴무 천황 때부터 궁중을 섬겨온 미치요의 공적을 높이 산 겐메이 천황(元明天皇)은 그녀에게 귤(橘)이 새겨진 잔과 함께 처음으로 '다치바나노 스쿠네(일본어: 橘宿禰)'라는 씨성(氏姓)을 내렸고, 이때부터 '다치바나노 미치요(橘三千代)'라는 이름을 쓰게 되었다.
미치요는 덴표(天平) 5년(733년)에 죽고, 3년 뒤인 덴표 8년(736년) 11월 11일, 미치요의 아들인 가쓰라기 왕 형제는 어머니의 성인 다치바나노 스쿠네를 물려받겠다는 뜻을 조정에 알렸고 조정은 17일에 이것을 허락하였다. 이후 가쓰라기 왕은 다치바나노 모로에(橘諸兄)로, 사이 왕은 다치바나노 사이(橘佐爲)라 이름을 바꾸었고, 이후 이들의 자손들은 대대로 다치바나 씨를 칭했다.

## 역사

### 나라 시대
모로에는 앞서 덴표 3년(731년)부터 산기(参議)를 맡아 의정관(議政官, 구교公卿)으로 발탁되었으며, 덴표 9년(737년)에는 다이나곤(大納言)이 되었고, 이듬해 10년(738년)에는 고다이진(右大臣), 15년(743년)에는 사다이진(左大臣)으로 승진하여, 쇼무(聖武)·고켄(孝謙) 두 천황의 치세 아래서 태정관(太政官)의 수반으로서 정치를 맡았다. 처음에는 다치바나노 스쿠네라는 가바네로 통했지만, 덴표쇼호(天平勝宝) 2년(750년) 정월 16일에 모로에에게 '다치바나노 아손(橘朝臣)'이라는 가바네가 내려지게 되었고, 이후 '다치바나노 아손'으로 불리게 되었다(헤이안 시대平安時代가 되면 대부분의 다치바나 씨가 '다치바나노 아손'을 칭하게 된다).
다치바나노 모로에의 시대는 다치바나 씨의 역사에서 가장 권세를 떨쳤던 시대였지만, 덴표쇼호 9년(757년) 정월에 죽고, 그 아들인 나라마로(奈良麻呂)는 후지와라노 나카마로(藤原仲麻呂)와의 정쟁에서 패하고 7월에 모반 혐의를 받아 옥사하고 말았다(다치바나노 나라마로의 난)

### 헤이안 시대
나라마로가 옥사한 뒤 다치바나 씨는 의정관의 반열에 이름을 올리지는 못했지만, 나라마로의 손녀인 다치바나노 가치코(橘嘉智子)가 사가 천황(嵯峨天皇)의 황후가 되면서(단림 황후檀林皇后) 상황은 급변했다. 당시 신하 씨족 가운데 황후를 배출한 씨족은 후지와라 씨밖에 없었기에 다치바나 씨 황후의 존재는 귀족 사회에서 다치바나 씨의 지위를 상승시켰던 것이다. 고닌(弘仁) 13년(822년)에 나라마로의 손자인 다치바나노 쓰네누시(橘常主)가 구교가 되면서 약 70년만에 다치바나 씨는 다시 구교의 반열에 오르게 되었고, 나아가 가치코 소생의 황자가 닌묘 천황(仁明天皇)으로 즉위하면서 가치코의 오빠 다치바나노 우지키미(橘氏公)가 외척으로서 눈부신 승진을 거듭해 조와(承和) 11년(844년) 고다이진(右大臣)의 지위까지 이르렀다. 이 와중에 다치바나 씨의 방계인 하야나리(逸勢, 마찬가지로 나라마로의 손자)가 조와의 변(承和の變)으로 조정에서 쫓겨나는 사건도 있었지만, 가치코가 건재한 동안에 다치바나 씨는 크게 세력을 떨쳤다. 다이가쿠벳소(大學別曹) 갓칸인(學館院)은 다치바나 씨 자제들의 교육을 위해 황후 가치코가 세운 것이었다.
9세기 중반부터 10세기 후반까지 다치바나 씨 출신으로 구교에 오른 자는 우지키미의 장남인 후지쓰구(峰継), 나라마로의 5대 손인 히로미(廣相), 쓰네누시의 증손자인 스미키요(澄淸), 쓰네누시의 손자인 요시타네(良殖), 히로미의 여섯째 아들인 기미요리(公頼), 히로미의 손자인 요시후루(好古), 요시타네의 손자인 쓰네히라(恒平) 등 7명에 달했다. 이들은 대부분 산기 또는 주나곤에 그쳤지만, 요시후루는 다이나곤까지 올랐다. 헤이안 시대 중기까지 대표적인 구교(公卿)들이 많이 배출되었던 다치바나 씨는 그 뒤 에이간(永観) 원년(983년)에 산기가 되고 사흘만에 죽은 쓰네히라를 마지막으로 더 이상 다치바나 씨 출신의 구교는 나오지 않게 되었다.
다치바나 씨 출신의 구교들이 더 배출되지 못하게 되면서 영영 떨치지 못하게 된 다치바나 씨는 이후 수령층의 하급 귀족으로서, 교토를 떠나 지방에 토착하는 사람들까지 나타났다. 대표적인 인물로 후지와라노 스미토모(藤原純友)의 난을 진압하기 위해 다자이곤노소치(大宰權帥)로서 규슈로 내려온 산기 다치바나노 기미요리의 자손은 그대로 지쿠고국에 토착하여 무사가 되었고, 지쿠고 다치바나 씨(筑後橘氏)를 칭했다고 한다.

### 이후
중앙 정계에서는 요시후루의 손자에 해당하는 노리타카(則隆)의 자손이 적류(嫡流)로서 자리를 잡아, 중세에는 그 계통만이 다치바나 씨의 유일한 도소케(堂上家)로서 대대로 다치바나 씨의 씨장자(氏長者)가 되는 햐쿠케(薄家)를 형성한다. 그러나 이들 햐쿠케도 센고쿠 시대에 야마시나 도키쓰구(山科言継)의 아들로 햐쿠케(薄家)에 양자로 들어온 모로미쓰(諸光, 모치쓰구以継)가 사망하면서 16세기 후반에 계통이 끊어지고 말았다.
그 뒤, 에도 시대(江戸時代)에는 지카케(地下家)로서 아오야마케(青山家, 나카쓰카사쇼中務省의 사생史生)와 후카이케(深井家, 찬자賛者), 와다케(和田家) 등의 집안이 다치바나 씨를 칭했고, 특히 후카이 집안은 햐쿠케의 직계(조부인 사다모토定基가 모치쓰구의 아들)로 알려져 있었다. 에도 후기의 유명한 학자 라이 산요(頼山陽)는 햐쿠케의 서류(庶流)의 후손으로 알려져 있다.

## 다치바나 씨의 주요 인물들
- 아가타노 이누카이노 미치요(県犬養橘三千代)
- 다치바나노 모로에(橘諸兄)/가쓰라기 왕(葛城王) - 미치요의 장남.
- 다치바나노 사이(橘佐爲)/사이 왕(佐爲王) - 미치요의 차남.
- 모로노 오오키미(牟漏女王) - 미치요의 딸로 후지와라노 후사사키(藤原房前)의 아내.
- 다치바나노 나라마로(橘奈良麻呂) - 모로에의 장남.
- 다치바나노 시마다마로(橘島田麻呂) - 나라마로의 아들.
- 다치바나노 기요토모(橘淸友) - 나라마로의 아들.
- 다치바나노 가치코(橘嘉智子) - 기요토모의 딸. 통칭 단림 황후(檀林皇后).
- 다치바나노 우지기미(橘氏公) - 기요토모의 아들.
- 다치바나노 미네쓰구(橘岑継) - 우지기미의 아들.
- 다치바나노 하야나리(橘逸勢) - 명필로 이름을 떨쳤던 인물.
- 다치바나노 히로미(橘廣相) - 모로에의 5세 손. 학자. 요제이(陽成)에서 고코(光孝), 우다(宇多)에 이르는 세 명의 천황을 섬긴 인물.
- 다치바나노 기미사이(橘公材) - 히로미의 차남.
- 다치바나노 기미요리(橘公賴) - 히로미의 5남. 지쿠고 다치바나 씨의 선조로 다자이곤노소치(大宰権帥). 후지와라노 스미토모의 동생 스미노리(純乘)를 지쿠고(筑後)의 가바이케 성(蒲池城)에서 맞아 싸웠다.
- 다치바나노 도시미치(橘敏通) - 기미요리의 삼남. 후지와라노 스미토모·스미노리 형제의 추토에 활약하였고, 이후 지쿠고 국에 정착해 가바이케(蒲池)의 영주가 된다(지쿠고 다치바나 씨).
- 센칸(千観) - 기미요리의 사남 도시사다(敏貞)의 아들로 민중에 정토종을 포교한다.
- 다치바나노 노리미쓰(橘則光) - 구게(公家)·가인(歌人). 다치바나노 도시마사(橘敏政)의 장남.
- 다치바나노 요시유키(橘善行) - 승려로서 출가하여 법명을 성공(性空)이라 하다. 엔교지(圓教寺)를 창건.
- 조가(蔵賀) - 다무봉(多武峰)에 살았다.
- 고케이(皇慶) - 천태종 승려.
- 노우인(能因) - 승려이자 가인. 속명(俗名)은 다치바나노 나가야스(橘永愷).
- 다치바나노 미치사다(橘道貞) - 후지와라노 미치나가(藤原道長)의 측근.
- 고시키부노 나이시(小式部内侍) - 미치사다의 딸이자 가인.
- 다치바나노 다메나카(橘爲仲) - 가인.
- 다치바나노 기미나가(橘公長) - 헤이안 시대 말기의 무가(武家) 귀족. 다치바나노 기미사이의 9세 손으로 다이라노 무네모리(平宗盛)를 처형한 인물.
- 다치바나노 기미나리(橘公業) - 가마쿠라 시대(鎌倉時代) 초기의 무가 귀족. 다치바나노 기미나가의 아들. 고바지마 씨(小鹿島氏)의 시조.
- 다치바나노 나리스에(橘成季) - 가마쿠라 시대의 하급 귀족. 다치바나노 노리미쓰의 먼 후손. 구조 미치이에(九條道家)의 근습(近習).
- 가바이케 히사나오(蒲池久直) - 사가 겐지(嵯峨源氏). 다치바나노 기미요리·다치바나노 도시미치의 자손으로 지쿠고 가바이케 씨의 사위가 되어 가바이케 씨(蒲池氏)의 시조가 된다.

## 지쿠고 다치바나 씨
다치바나노 모로에의 5대 손이라는 다치바나노 히로미의 다섯째 아들, 종3위 주나곤 다치바나노 기미요리는 다자이곤노소치로서 규슈로 내려와, 후지와라노 스미토모의 난 때 다자이후(大宰府)로 쳐들어온 스미토모의 동생 후지와라노 스미노리(藤原純乗)의 군세를 야나기가와(柳川) 동쪽의 가바이케(蒲池)에서 격퇴시켰고, 그 공으로 기미요리의 셋째 아들인 도시미치의 대부터 가바이케를 영지로 하사받아 영주가 되었으며 다자이후 후칸(府官)의 자손은 가바이케 성에서 살았다.
다이지(大治) 원년(1126년)에 천태종(天台宗) 승려 지코(慈光, 속명은 가바이케 도모히토右仁)가 장수원(長壽院)을 지었는데, 이 지코는 바로 지쿠고 다치바나 씨의 인물이었다.
지쇼-주에이의 난(겐페이 전쟁)에서 세운 공으로 막부의 사이고쿠(西国) 지역 고케닌(御家人)이 되어 지쿠고 국 미즈마 군(三潴郡)의 지토(地頭)에 임명된 사가 겐지의 미나모토노 히사나오(源久直)가 다치바나 씨의 사위가 되면서 처음으로 가바이케 씨를 칭하였다(가바이케 히사나오).

## 이요 다치바나 씨
왕자인 미누 왕의 자손으로서 엄연하게는 왕족의 후예에 속하는 다치바나 씨와는 별개로, 헤이안 시대 말기부터 이요국(伊予國)에서 번성하며 다치바나 씨를 자칭했던 유력 호족을 이요 다치바나 씨(伊予橘氏)라 부른다.
다치바나 씨를 칭하기는 하지만 왕실 종친인 다치바나 씨와는 달리 이들은 고대 일본의 해상 호족이었던 고노씨(河野氏)의 일족인 오치씨(越智氏)의 분가로서 구마노노 구니노 미야쓰코(熊野国造)의 자손이다. 해상 세력을 이끌고 후지와라노 스미토모의 난 때에 활약했던 추포사(追捕使)의 장관(長官) 오노노 요시후루(小野好古)나 주전(主典) 오쿠라 하루자네(大蔵春實) 등과 함께 무장으로서 활약했던 이요의 경고사(警固使) 다치바나노 도야스(橘遠保) 등이 바로 이요 다치바나 씨의 일족이다. 따로 스루가국(駿河國)의 모쿠다이(目代)였던 다치바나노 도시게(橘遠茂)가 있다.
후지와라노 스미토모의 난에서 세운 무공으로 도야스의 후손들은 겐지나 헤이시와 같은 무가로 존중받았고, 이른바 '겐페이토키쓰(源平藤橘)'라는 무사 일족의 하나로서 다치바나 씨를 꼽는 경향은 도야스에게서 비롯되었다.
가마쿠라 시대의 인물인 다치바나노 기미나가·기미나리 부자의 계보는 확실하지 않은데, 《아즈마카가미》(吾妻鏡) 가죠(嘉禎) 2년(1236년)의 기록에는 "이요 국 우와 군(宇和郡)은 … 기미나리의 선조(先祖)가 대대로 지행(知行)을 맡아 … 도토미노죠(遠江掾) 도야스(遠保)에게 칙정을 내려 그 구니의 적도(賊徒) 스미토모를 토벌한 이래, 그 군에 거주하면서 자손에게 대대로 전해온 지가 오래되었다."고 한 기록이 나온다. 도야스가 도토미노죠(遠江掾)로 알려져 있었음을 알 수 있다.
남북조 시대의 무장 구스노키 마사시게(楠木正成)는 다치바나노 도야스의 후손이라 칭했으나, 확실하지는 않다.

## 같이 보기
- 겐지 (씨족)
- 후지와라씨
- 헤이시
- 일본 이름